# Samarkand Airways
Samarkand Airways was een Oezbeekse luchtvaartmaatschappij met haar hub op Tashkent International Airport. Zij voerde vracht- en chartervluchten uit binnen Oezbekistan en naar omringende landen.

## Geschiedenis
Samarkand Airways werd in 2005 opgericht in samenwerking met het in Kentucky gevestigde UMS LLC. De maatschappij werd in 2015 opgeheven. De IATA- en ICAO-code, C7 en UZS, zijn overgenomen door Air Samarkand. De roepletters waren SOGDIANA.

## Bestemmingen
Samarkand Airways voerde lijnvluchten uit naar:
- Luchthaven Doesjanbe, Doesjanbe

- Tashkent International Airport, Tasjkent

## Vloot
De vloot van Samarkand Airways bestond uit de volgende toestellen:
- Antonov An-12
- Antonov An-26[4]
- AVRO RJ-85
- Iljoesjin Il-76[4]
- Jakovlev Jak-40
- Toepolev Tu-154